# Belgische kampioenschappen veldrijden 2020
De Belgische kampioenschappen veldrijden 2020 werden gehouden in het weekend van 11 en 12 januari 2020 in Antwerpen.

## Uitslagen

### Mannen elite
| pos.   | renner                 | tijd     |
| ------ | ---------------------- | -------- |
| Goud   | Laurens Sweeck         | 1u01'45" |
| Zilver | Eli Iserbyt            | + 32"    |
| Brons  | Toon Aerts             | + 35"    |
| 4.     | Tim Merlier            | + 36"    |
| 5.     | Wout van Aert          | + 49"    |
| 6.     | Gianni Vermeersch      | z.t.     |
| 7.     | Michael Vanthourenhout | + 1'20"  |
| 8.     | Thijs Aerts            | + 1'42"  |
| 9.     | Jens Adams             | + 1'49"  |
| 10.    | Tom Meeusen            | + 1'57"  |

### Mannen elite zonder contract
| pos.   | renner                  | tijd     |
| ------ | ----------------------- | -------- |
| Goud   | Wietse Bosmans          | 1u05'02" |
| Zilver | Kenneth Van Compernolle | + 2'22"  |
| Brons  | Thomas Verheyen         | + 2'50"  |
| 4.     | Berne Vankeirsbilck     | + 3'28"  |
| 5.     | Robin Alderweireld      | + 3'46"  |

### Vrouwen
| pos.   | renner              | tijd    |
| ------ | ------------------- | ------- |
| Goud   | Sanne Cant          | 42'42"  |
| Zilver | Laura Verdonschot   | + 28"   |
| Brons  | Ellen Van Loy       | + 38"   |
| 4.     | Loes Sels           | +1'23"  |
| 5.     | Karen Verhestraeten | + 1'38" |
| 6.     | Alicia Franck       | + 2'00" |
| 7.     | Suzanne Verhoeven   | + 2'43" |
| 8.     | Kim Van de Steene   | + 3'25" |
| 9.     | Marthe Truyen       | + 3'30" |
| 10.    | Kiona Crabbé        | + 3'45" |

### Mannen U23
| pos.   | renner           | tijd    |
| ------ | ---------------- | ------- |
| Goud   | Toon Vandebosch  | 55'13"  |
| Zilver | Niels Vandeputte | + 1"    |
| Brons  | Jelle Camps      | + 45"   |
| 4.     | Mathijs Wuyts    | + 1'17" |
| 5.     | Jarno Bellens    | + 1'33" |
| 6.     | Timo Kielich     | + 1'46" |
| 7.     | Andreas Goeman   | + 1'48" |
| 8.     | Seppe Rombouts   | + 1'51" |
| 9.     | Gianni Siebens   | + 1'53" |
| 10.    | Arne Vrachten    | + 1'57" |

### Vrouwen U23
| pos.   | renner           | tijd    |
| ------ | ---------------- | ------- |
| Goud   | Marthe Truyen    | 46'13"  |
| Zilver | Kiona Crabbe     | + 15"   |
| Brons  | Jinse Peeters    | + 1'12" |
| 4.     | Lise Van Wunsel  | + 1'41" |
| 5.     | Tessa Zwaenepoel | + 1'55" |

### Mannen junioren
| pos.   | renner              | tijd   |
| ------ | ------------------- | ------ |
| Goud   | Thibau Nys          | 47'15" |
| Zilver | Lennert Belmans     | +15"   |
| Brons  | Emiel Verstrynge    | +27"   |
| 4.     | Ward Huybs          | +37"   |
| 5.     | Victor Van De Putte | 1'25"  |
| 6.     | Arne Baers          | 1'38"  |
| 7.     | Jente Michels       | 1'59"  |
| 8.     | Yorben Lauryssen    | 2'14"  |
| 9.     | Mathis Avondts      | 2'48"  |
| 10.    | Jelle Harteel       | 3"01'  |

### Vrouwen junioren
| pos.   | renner                | tijd    |
| ------ | --------------------- | ------- |
| Goud   | Julie De Wilde        | 37'14"  |
| Zilver | Julie Brouwers        | + 19"   |
| Brons  | Mirthe Van Den Brande | + 32"   |
| 4.     | Sterre Vervloet       | + 1'10" |
| 5.     | Lotte Baele           | + 2'01" |
| 6.     | Kiona Dhont           | + 2'46" |
| 7.     | Lina Beirinckx        | + 4'27" |
| 8.     | Yenthe Van Lommel     | + 4'38" |
| 9.     | Lies´l Schevenels     | + 4'58" |
| 10.    | Eline Steenhuysen     | + 6'24" |

### Jongens Nieuwelingen (2e jaar)
| pos.   | renner               | tijd    |
| ------ | -------------------- | ------- |
| Goud   | Aaron Dockx          | 30'26"  |
| Zilver | Kay De Bruyckere     | + 17"   |
| Brons  | Dario Van Der Heyden | + 22"   |
| 4.     | Robbe Geudens        | + 31"   |
| 5.     | Kenay De Moyer       | + 41"   |
| 6.     | Iben Rommelaere      | + 1'01" |
| 7.     | Toon Van Den Bergh   | + 1'04" |
| 8.     | Niels Ceulemans      | + 1'09" |
| 9.     | Bengt Daelmans       | + 1'16" |
| 10.    | Néo Lamot            | + 1'19" |

### Jongens Nieuwelingen (1e jaar)
| pos.   | renner              | tijd    |
| ------ | ------------------- | ------- |
| Goud   | Mike Uytterhoeven   | 32'24"  |
| Zilver | Ferre Urkens        | + 28"   |
| Brons  | Viktor Vandenberghe | + 38"   |
| 4.     | Willem Janssens     | + 45"   |
| 5.     | Wies Nuyens         | + 49"   |
| 6.     | Yordi Corsus        | + 50"   |
| 7.     | Seppe Van Den Boer  | + 1'24" |
| 8.     | Sem Janssens        | + 1'36" |
| 9.     | Gilles Dockx        | + 1'59" |
| 10.    | Thomas Vuerinckx    | + 2'09" |

### Meisjes Nieuwelingen
| pos.   | renner             | tijd    |
| ------ | ------------------ | ------- |
| Goud   | Xaydée Van Sinaey  | 37'41"  |
| Zilver | Febe De Smedt      | + 53"   |
| Brons  | Chloë Van Den Eede | + 1'51" |
| 4.     | Dina Boels         | + 2'13" |
| 5.     | Hanne Gevers       | + 2'13" |
| 6.     | Xenna De Bruyckere | + 2'59" |
| 7.     | Lani Wittevrongel  | + 3'13" |
| 8.     | Jana Van Der Veken | + 3'18" |
| 9.     | Lore Sas           | + 3'20" |
| 10.    | Anna Vanderaerden  | + 3'26" |

Kampioenschappen:  Wereldkampioenschappen ·
 Europese kampioenschappen ·
 Belgische kampioenschappen ·
 Nederlandse kampioenschappen
Klassementen:  Wereldbeker ·
 Superprestige ·
 DVV Verzekeringen/IJsboerke Trofee ·
 EKZ CrossTour ·
 TOI TOI Cup ·
 Coupe de France ·
 Copa de España ·
 New England Series
Overig:  Ethias Cross ·
 Rectavit Series
Geen UCI-cat.:  Giro d'Italia Ciclocross
1910 · 
1911 · 
1912 · 
1913 · 
1914 · 
1915-1920 · 
1921 · 
1922 · 
1923 · 
1924 · 
1925 · 
1926 · 
1927 · 
1928 · 
1929 · 
1930 · 
1931 · 
1932 · 
1933 · 
1934 · 
1935 · 
1936 · 
1937 · 
1938 · 
1939 · 
1940 · 
1941 · 
1942 · 
1943 · 
1944 · 
1945 · 
1946 · 
1947 · 
1948 · 
1949 · 
1950 · 
1951 · 
1952 · 
1953 · 
1954 · 
1955 · 
1956 · 
1957 · 
1958 · 
1959 · 
1960 · 
1961 · 
1962 · 
1963 · 
1964 · 
1965 · 
1966 · 
1967 · 
1968 · 
1969 · 
1970 · 
1971 · 
1972 · 
1973 · 
1974 · 
1975 · 
1976 · 
1977 · 
1978 · 
1979 · 
1980 · 
1981 · 
1982 · 
1983 · 
1984 · 
1985 · 
1986 · 
1987 · 
1988 · 
1989 · 
1990 ·
1991 ·
1992 ·
1993 ·
1994 ·
1995 ·
1996 ·
1997 ·
1998 ·
1999 ·
2000 · 
2001 · 
2002 · 
2003 · 
2004 · 
2005 · 
2006 · 
2007 · 
2008 · 
2009 ·
2010 ·
2011 ·
2012 ·
2013 ·
2014 ·
2015 ·
2016 ·
2017 ·
2018 ·
2019 ·
2020 ·
2021 ·
2022 ·
2023 · 2024 · 2025